# New Virginia
New Virginia is een plaats (city) in de Amerikaanse staat Iowa, en valt bestuurlijk gezien onder Warren County.

## Demografie
Bij de volkstelling in 2000 werd het aantal inwoners vastgesteld op 469. In 2006 is het aantal inwoners door het United States Census Bureau geschat op 482, een stijging van 13 (2,8%).

## Geografie
Volgens het United States Census Bureau beslaat de plaats een oppervlakte van 1,2 km², geheel bestaande uit land. New Virginia ligt op ongeveer 332 m boven zeeniveau.

## Plaatsen in de nabije omgeving
De onderstaande figuur toont nabijgelegen plaatsen in een straal van 20 km rond New Virginia.